# Tigerland
Tigerland er en film af Joel Schumacher fra 2000, med Colin Farrell i hovedrollen som Privat Roland Bozz, og finder sted i en træningslejr for soldater, der skal sendes til Vietnamkrigen. Sammen med sin kammerat Jim Paxton (Matthew Davis) går Bozz og Paxton gennem meget ubehagelige oplevelser på vej til "Tiger Land", det tætteste de kommer på krigen. 
Tigerland var navnet på en United States Army-træningslejr placeret på Fort Polk i Louisiana som en del af den amerikanske hær Advanced Infantry Training Center. Handlingen i filmen er baseret på denne træningslejr. Filmen blev en succes for Colin Farrel.

## Medvirkende
- Colin Farrell – Pvt. Roland Bozz
- Matthew Davis – Pvt. Jim Paxton
- Clifton Collins, Jr. – Pvt. Miter
- Tom Guiry – Pvt. Cantwell
- Shea Whigham – Pvt. Wilson
- Russell Richardson – Pvt. Johnson
- Nick Searcy – Capt. Saunders
- Afemo Omilami – Sfc. Ezra Landers
- James MacDonald – Ssgt. Thomas
- Keith Ewell – Sgt. Oakes
- Matt Gerald – Sgt. Eveland
- Stephen Fulton – Sgt. Drake
- Michael Shannon – Sgt. Filmore
- Cole Hauser – SSgt. Cota